# A budavári Nagyboldogasszony-templom harangjai
A Mátyás-templom harangjai a budapesti Mátyás-templom, az esztergomi és budapesti érsekség templomának harangjai.
A harangokat a 18-19-21. században öntötték. Jellemző a harangok hangmintázatának nagyon szép kompozíciója, mind a harangok tartóalapja. A legnagyobb a  4,5 tonnás Krisztus-harang. Ez Magyarország 6., Budapest 2. legnagyobb harangja. A harangot Rudolf Perner öntötte 2010-ben, Passauban. A harang legfőképpen csak ünnepekkor szólal meg. A harangot Krisztus tiszteletére öntötték.

## Története
A harangok története egészen a 18. századra vezethető vissza. 2 db eredeti harangja maradt meg a templomnak, a Szentháromság-harang és a Szent Károly-harang. Pár száz évvel azután, mikor megöntötték a Szentháromság-harangot, a világháborúk során 4 harangot rekviráltak el, 1-et pedig belőttek.

### A harangok régi helye
Ismeretlen nagyharang, hangja: ismeretlen (valószínűleg Asz0 lehetett, a Krisztus-harang elődje), tömege 5700–5900 kg, a II. világháborúban elrekvirálták. Öntője idősebb  Walser Ferenc, vagy Zechenter Antal lehetett.
Szent Károly-harang, hangja: Aisz/B0+2, 1891-ben öntötte idősebb Walser Ferenc Budapesten.
Két hiányzó harang, hangjuk ismeretlen (valószínűleg Esz1 és Desz1), 2010-ben pótolták őket a II. János Pál és XII. Pius harangok.
Szentháromság-harang, hangja: F1-6, 1723-ban öntötte Zechenter Antal Budán.
Hiányzó lélekharang, hangja, tömege ismeretlen.
A Huszártorony harangja, belövés miatt elnémult, jelenleg a toronybeli kiállítás része.

### A II. világháború utáni időszak
1970-ben a plébánia egy új, Szent Anna tiszteletére szentelt lélekharangot vásárolt a csepeli plébániától, ami hangilag nem illeszkedett a többi harang közé, ezért csak lélekharangként használták. A 100 kg-os harangot Szlezák László öntötte 1936-ban. Azóta már a harangot visszakapta eredeti tulajdonosa.

### A templom harangjai a 21. században
A harangok 2005 után teljesen használhatatlanná váltak az új szabály bevezetése miatt, ugyanis 80 km/h-s szélsebesség fölött nem használhatóak a harangok. A harangok felújítására és annak harangszékének kicserélésére a plébánia elnyerte a Norvég Alap támogatását, így megkezdődhetett a felújítás. Ez a 130 millió forintos beruházás nemcsak Budapest, de Magyarország egyik legjelentősebb harangfelújítása volt. A hangolási terv része az volt, hogy megpróbálják visszaállítani a templom harangjainak hangzását, azaz pentaton hangsorba.
2010. november 26-án kiemelték a Szentháromság, illetve a Szent Károly-harangot. A két harangot Passauban újrahangolták, a Szent Károly-harangot B0+2 hangról B0-5 hangra változtatták annak érdekében, hogy egyezzen a többi harang kiindulási hangjának legidősebb harangjával, a Szentháromság-haranggal.
2010. december 16-án kivilágított kamionon érkeztek meg Passauból az új harangok, melyet megcsodálhattak a nézők. 2011. január 23-án Erdő Péter bíboros felszentetlte a harangokat. Február 2-án Gyertyaszentelő Boldogasszony ünnepekor beemlték a harangokat a toronyba. Először behelyezték az 1. és 4. harangot, aztán következett a 2. 3. 5. és 6. harang.

### A harangok helye napjainkig

#### Első emelet
Szent Károly-harang, hangja: Aisz/B0-5
XII. Piusz-harang, hangja: Cisz/Desz1 (dúrterces)
Szentháromság-harang, hangja: F1-6
Szent Margit-harang, hangja: Gisz/Asz2

#### Második emelet
Krisztus-harang, hangja: Gisz/Asz0
II. János Pál-pápa harang, hangja: Disz/Esz1
| Szám | Név                       | Kép       | Audio | Öntési év | Öntöde, helyszíne       | Átmérő (cm) | Tömeg (kg) | Hangzása               | Emelet |
| ---- | ------------------------- | --------- | ----- | --------- | ----------------------- | ----------- | ---------- | ---------------------- | ------ |
| 1    | Krisztus-harang           | Nincs kép |       | 2010      | Rudolf Perner, Passau   | 200 cm      | 4.500 kg   | Gisz/Asz0              | 2.     |
| 2    | Szent Károly-harang       |           |       | 1891      | Walser Ferenc, Budapest | 176 cm      | 3.015 kg   | Aisz/B0-5              | 1.     |
| 3    | XII. Piusz-harang         |           |       | 2010      | Rudolf Perner, Passau   | 152 cm      | 1.900 kg   | Cisz/Desz1 (dúrterces) | 1.     |
| 4    | II. János Pál-pápa harang |           |       | 2010      | Rudolf Perner, Passau   | 140 cm      | 1.500 kg   | Disz/Esz1              | 1.     |
| 5    | Szentháromság-harang      |           |       | 1723      | Zechenter Antal, Buda   | 115 cm      | 900 kg     | F1-6                   | 2.     |
| 6    | Szent Margit-harang       |           |       | 2010      | Rudolf Perner, Passau   | 52 cm       | 110 kg     | Gisz/Asz2              | 1.     |